# 碲化锰
碲化锰，又称一碲化锰，是一种无机化合物，化学式为MnTe。

## 制备
碲化锰可以由化学计量比的单质在真空密闭管内加热，化合得到：
Mn + Te → MnTe